# Lijst van beelden in Sluis
Dit is een (onvolledige) chronologische lijst van beelden in Sluis. Onder een beeld wordt hier verstaan elk driedimensionaal kunstwerk in de openbare ruimte van de Nederlandse gemeente Sluis, waarbij beeld wordt gebruikt als verzamelbegrip voor sculpturen, standbeelden, installaties, gedenktekens en overige beeldhouwwerken.
| Geplaatst | Omschrijving                                             | Kunstenaar                            | Straat                                         | Plaats               | Materiaal         | Afbeelding              |
| --------- | -------------------------------------------------------- | ------------------------------------- | ---------------------------------------------- | -------------------- | ----------------- | ----------------------- |
| 1871      | Onze-Lieve-Vrouwe van Aardenburg (O.L.V. met de Inktpot) | Johannes Jacobs                       | Weststraat                                     | Aardenburg           | natuursteen       | OLVrouwe                |
| 1920      | G.A. Vorsterman van Oyen                                 | Pieter Puijpe                         | Markt                                          | Aardenburg           | hardsteen         | Vorsterman              |
| 1924      | Johan Hendrik van Dale                                   | Pieter Puijpe                         | Walplein                                       | Sluis                | brons             |                         |
|           | Johannes de Doper                                        |                                       | Oude Kerkstraat                                | Sluis                |                   |                         |
| 1952      | Eenhoorn                                                 | Liesbeth Messer-Heijbroek             | Eenhoornplantsoen / Markt                      | Oostburg             | brons             |                         |
| 1954      | De Nederlandse Maagd Nationaal Monument                  | Peter Roovers                         | Rijksweg / Brieuwersstraat                     | Eede                 | tufsteen          |                         |
| 1954/1995 | Danseresje                                               | Hans Claessen en Ernest Joachim       | Raadhuisplein                                  | Oostburg             | brons             |                         |
| 1958/2025 | Levensboom                                               | Kees Keijzer                          | Nieuwstraat bij het Zwincollege                | Oostburg             | staal             |                         |
| 1962      | Sint Eligius                                             | Eduard Speyart van Woerden            | Sint Eligiusplein                              | Oostburg             | brons             |                         |
| 1967/2024 | De gymnasten (reliëf)                                    | Cees Clement                          | gymzaal bij het MFC Rodanborgh                 | Aardenburg           | staal             |                         |
| 1974      | Badnimf                                                  | Guido Metsers                         | Boulevard de Wielingen                         | Cadzand-Bad          | mergel            | Badnimf                 |
| 1975      | Kikkerfontein                                            | Henk Smulders                         | Kaaiplein                                      | Aardenburg           | kunststof         | Kikkerfontein           |
| 1984      | Johannes Stuerbout                                       | Omer Gielliet                         | Molenstraat                                    | Waterlandkerkje      | hout              |                         |
| 1987/2000 | De Sluuswachter                                          | Guido Metsers                         | Zeedijk naast sluis                            | Cadzand-Bad          | brons             | Sluuswachter            |
| 1998      | Het Leven                                                | Ernest Joachim                        | Hoogstraat                                     | Sluis                | brons             | Het Leven               |
| 2001      | Petronella Moens                                         | Ineke Ekkers                          | Sint Bavostraat                                | Aardenburg           | brons             |                         |
| 2001      | Vergeten paarden                                         | Pierre-Jules Mêne                     | Herendreef                                     | Aardenburg           | brons             | nog niet beschikbaar    |
| 2003      | Landarbeiders                                            | Jan Haas                              | Greveningseweg                                 | Sint Anna ter Muiden | brons             |                         |
| 2003      | Jan Nieuwenhuijzen                                       | Hans Luchies                          | Burchtstraat / Zuidstraat                      | Aardenburg           | brons / staal     | Jan Nieuwenhuijzen      |
| 2004      | Prins Maurits van Oranje                                 | Guido Metsers                         | Markt                                          | IJzendijke           | brons             | Maurits van Oranje      |
| 2004      | World Peace Flame                                        | Heleen van der Sanden-de Groot        | Mariastraat, Mariakerk                         | Cadzand              | marmer            | World Peace Flame       |
| 2004?     | Fontein                                                  | Marc De Jonghe                        | Burchtstraat                                   | Oostburg             | brons             | Fontein                 |
| 2005      | Boerderijdieren                                          | Albert Kramer                         | Retranchementseweg                             | Cadzand              | polyester         | Boerderijdieren         |
| 2005      | Margareta Sandra                                         | Germain Coeckelberghs en Luc Lefebvre | Wandeldreef                                    | Aardenburg           | staal             | Margareta Sandra        |
| 2005      | Jacob Cats                                               | Jozef van Mierlo                      | Markt                                          | Groede               | brons             | JacobCats               |
| 2008      | Nike                                                     | Nand Huyghe (PNR)                     | Weststraat                                     | Aardenburg           | hardsteen         | Nike                    |
| 2008      | Reynaerde en Cantecleer                                  | Stef Orti                             | hoek Wandeldreef, Zuidstraat en Utenhovestraat | Aardenburg           | witsteen en koper | Reynaerde en Cantecleer |
| 2008      | De Geliefden                                             | Christine Carton                      | Herendreef                                     | Aardenburg           | witsteen          | Nog niet beschikbaar    |
| 2009      | Het Koor van Bach                                        | Chris Ferket                          | Sint Bavostraat, tuin Baafskerk                | Aardenburg           | brons             | Koor van Bach           |
| 2010      | Vergeten Namen, Vergeten Gezichten                       | Freddy De Vos (MaRf)                  | Markt                                          | Aardenburg           | brons             |                         |
| 2011      | Monument                                                 | Ton Koops                             | Raadhuislaan                                   | Oostburg             | rvs               |                         |